# Buržoazija
Buržoazija je jedna od klasa po kojima se obično dijeli kapitalističko društvo, prema nekim školama zapadne ekonomske misli, posebice marksizma. Izraz se prvotno odnosio na stanovnike podgrađa - burga koji su bili sastavni dijelovi srednjovjekovnih gradova - kad su se oni počeli širiti izvan gradskih zidina.

## Etimologija izraza i rađanje buržoazije
Buržuj (francuski: bourgeois, njemački: Bürger, talijanski: borghese) označavao je stanovnika podgrađa utvrđenog zamka ili grada koji su se tu naselili kao obrtnici i trgovci. Kasnije se proširio na sve gradsko stanovništvo.
Buržuj je dakle građanin, osoba koji stanuje izvan burga, umjesto u zamku, bavi se trgovinom, obrtom, medicinom ili umjetnošću. Nije imao ista prava kao plemići, nije smio nositi oružje, imao je neka ograničenja u pogledu odjeće, ali je uživao veća prava i slobode od kmetova. Treba istaknuti da je velik dio poslova koji se obično drže buržujskim, već bio prisutan u društveno-gospodarskoj strukturi Rimskog Carstva i grčkih gradova-država.
Buržoazija nastaje u Europi na različitim mjestima i u različitim vremenskim periodima. Prvo se javlja u Italiji s obnovom gradova u 12. st. i 13. st., dok se u nekim istočnoeuropskim zemljama, poput Carske Rusije, buržoazija pojavljuje tek u 19. st. Općenito možemo reći da je nastanak ove društvene klase vezan uz razvoj gradova, postupnu transformaciju sela i srednjovjekovnih zamaka u gradove. Stanovnici tih prvih-urbanih centara počeli su uživati veće gospodarsko blagostanje u odnosu na stanovnike okolnih sela. To im je donijelo više ovlasti i utjecaja u društvu, time su se približili vladajućoj feudalnoj klasi i kleru, koji su im stali prepuštati neke 
javne i upravne pozicije. Arhetip prvog srednjovjekovnog buržuja gotovo je uvijek vlasnik mlina, koji je vrlo brzo stekao značajan utjecaj na lokalno gospodarstvo.
U sljedećim stoljećima, buržuji su bili prvi bankari, trgovci i financijeri.
Francuska revolucija označava prekretnicu na prijelazu između starog svijeta i nove uloge građanstva (buržoazije). Nova treća - Buržoaska država trebala je ukinuti feudalne povlastice, prava i provesti institucionalne reforme te promjene u društvenim odnosima.
U Engleskoj se već u sedamnaestom stoljeću, buržoazija preko svoje gospodarske moći, zahvaljujući revolucijama iz 1640. (Dugi parlament) i 1688. našla u poziciji da zajedno s plemstvom upravlja državom. U Sjedinjenim Američkim Državama - buržoazija je rođena iz tipičnih likova srednje klase, bez ikakve tradicije i povezanosti s feudalnim svijetom. Nasuprot tome u Njemačkoj, Italiji i ostaloj Europi uspon buržoazije vezan je za buđenje nacionalne svijesti i stvaranje nacionalnih država u 19. st.
Uspon buržoazije i njenu povijesnu tranziciju, nasuprot dekadentnog plemstva u umjetnosti i književnosti, uspješno su ovjekovječili; Cervantes u svom Don Quijotu, Molière u svojim brojnim likovima, posebice u Građaninu plemiću i flamanski slikari koji su slikali tadašnje buržuje Antwerpena i Amsterdama.

## Buržoazija u marksističkoj teoriji
Po klasičnoj marksističkoj teoriji, buržoazija je ona društvena klasa koja ima kontrolu nad sredstvima za proizvodnju i distribuciju. Buržoazija, je dakle prema klasičnim marksistima povijesni neprijatelj proletarijata, ne samo zato što iskorištava snagu radnika i seljaka za svoje bogaćenje, nego i zato što je izdala očekivanja proletarijata i 
proizvodi kulturno okružje u kojem se šire mistifikatorske informacije i plagijati.
Zbog svega toga su izrazi buržoazija i buržuj u socijalističkim državama (i ne samo u njima) dobili pejorativno značenje, tako da se i danas ti izrazi vežu uz sebičnost, bezdušnost i sirovi materijalizam.

## Pogled na buržoaziju u fašističkoj Italiji
I talijanski fašistički režim držao je buržoazija kao prepreku modernizmu zbog njena parazitizma i želje za udobnošću. Tako su napadi na buržoaziju i građanski duh, bili česti u govorima Benita Mussolinija 1930-ih.

## Pogled na buržoaziju danas
U 20. st. došlo je do novog pogleda na buržoaziju, i njene podjele na podklase; visoka buržoazija (industrijalci, vele trgovci, itd.) srednja buržoazija (vlasnici imovine koja osigurava solidan prihod, no ne tako bogati kao prethodna grupa) i sitna buržoazija (obrtnici, mali trgovci, poljoprivrednici i zaposleni s dovoljno prihoda da mogu biti kvalitetni potrošači). Po toj društvenoj stratifikaciji proletari bi bili najniža klasa (sirotinja). Ovaj pogled na termin buržoazija potpuno ignorira prvotni marksistički originalni fokus nad vlasništvom sredstva za proizvodnju. 
Ovo mišljenje ne dijele svi ekonomisti i raširen je više među političarima.
Danas se izraz buržoazija često koristi kao sinonim za malograđanine, kojima nedostaje uglađenost bogatih, i autentičnost siromašnih slojeva.

## Vanjske poveznice
- Demokratska država-Kritika buržoaske suverenosti (engl.)